# Mulțime Julia

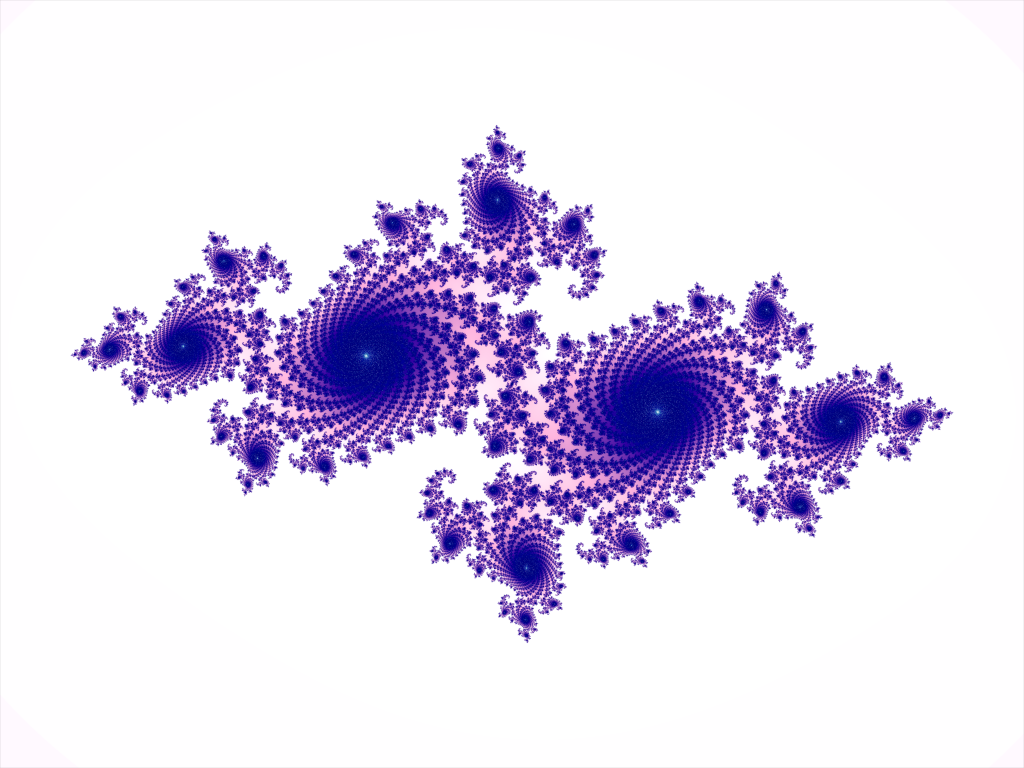
O mulţime Julia

În dinamica complexă, mulțimea Julia {\displaystyle J(f)\,} a unei funcții olomorfe {\displaystyle f\,} este alcătuită, informal, din acele puncte al căror comportament pe termen lung sub aplicări repetate ale lui {\displaystyle f\,} se schimbă drastic cu perturbări arbitrare mici.
Mulțimea Fatou {\displaystyle F(f)\,} a lui {\displaystyle f\,} este complementara mulțimii Julia: adică acele puncte care demonstrează un comportament stabil.
Deci în {\displaystyle F(f)\,}, comportamentul lui {\displaystyle f\,} este 'regulat', în timp ce în {\displaystyle J(f)\,} este haotic.
Aceste mulțimi sunt denumite în onoarea matematicienlor francezi Gaston Julia și Pierre Fatou, care au inițiat teoria dinamicii complexe la începutul secolului 20.